# Bad Influence (Lied)
Bad Influence (englisch für ‚Schlechter Einfluss‘) ist ein Lied der US-amerikanischen Popsängerin Pink aus dem Jahr 2008.

## Hintergrund
Das Lied wurde von der Interpretin selbst, gemeinsam mit dem Produzentenduo MachoPsycho (bestehend aus Robin Lynch und Niklas Olovson), Billy Mann sowie Butch Walker, geschrieben beziehungsweise komponiert. Mit Ausnahme von Pink zeichneten alle Autoren auch für die Produktion verantwortlich.
Die Erstveröffentlichung von Bad Influence erfolgte als Teil von Pinks fünften Studioalbum Funhouse am 24. Oktober 2008 durch die Musiklabels LaFace Records und Zomba. Am 8. Mai 2009 erschien es erstmals als vierte Singleauskopplung aus dem Album.

## Rezeption

### Charts und Chartplatzierungen
| ChartsChartplatzierungen | Höchstplatzierung | Wochen |
| ------------------------ | ----------------- | ------ |
| Deutschland (GfK)        | 26 (16 Wo.)       | 16     |
| Österreich (Ö3)          | 20 (12 Wo.)       | 12     |
| Schweiz (IFPI)           | 44 (6 Wo.)        | 6      |

### Auszeichnungen für Musikverkäufe
| Land/Region       | Auszeichnungen für Musikverkäufe (Land/Region, Auszeichnung, Verkäufe) | Verkäufe |
| ----------------- | ---------------------------------------------------------------------- | -------- |
| Australien (ARIA) | 2× Platin                                                              | 140.000  |
| Insgesamt         | 2× Platin ·                                                            | 140.000  |

Hauptartikel: Pink (Musikerin)/Auszeichnungen für Musikverkäufe